# میکلوش مارتین
میکلوش مارتین (مجاری: Martin Miklós; ۲۹ ژوئن ۱۹۳۱ – ۲۶ مارس ۲۰۱۹) بازیکن واترپلو اهل مجارستان بود.